# Aisling Bea

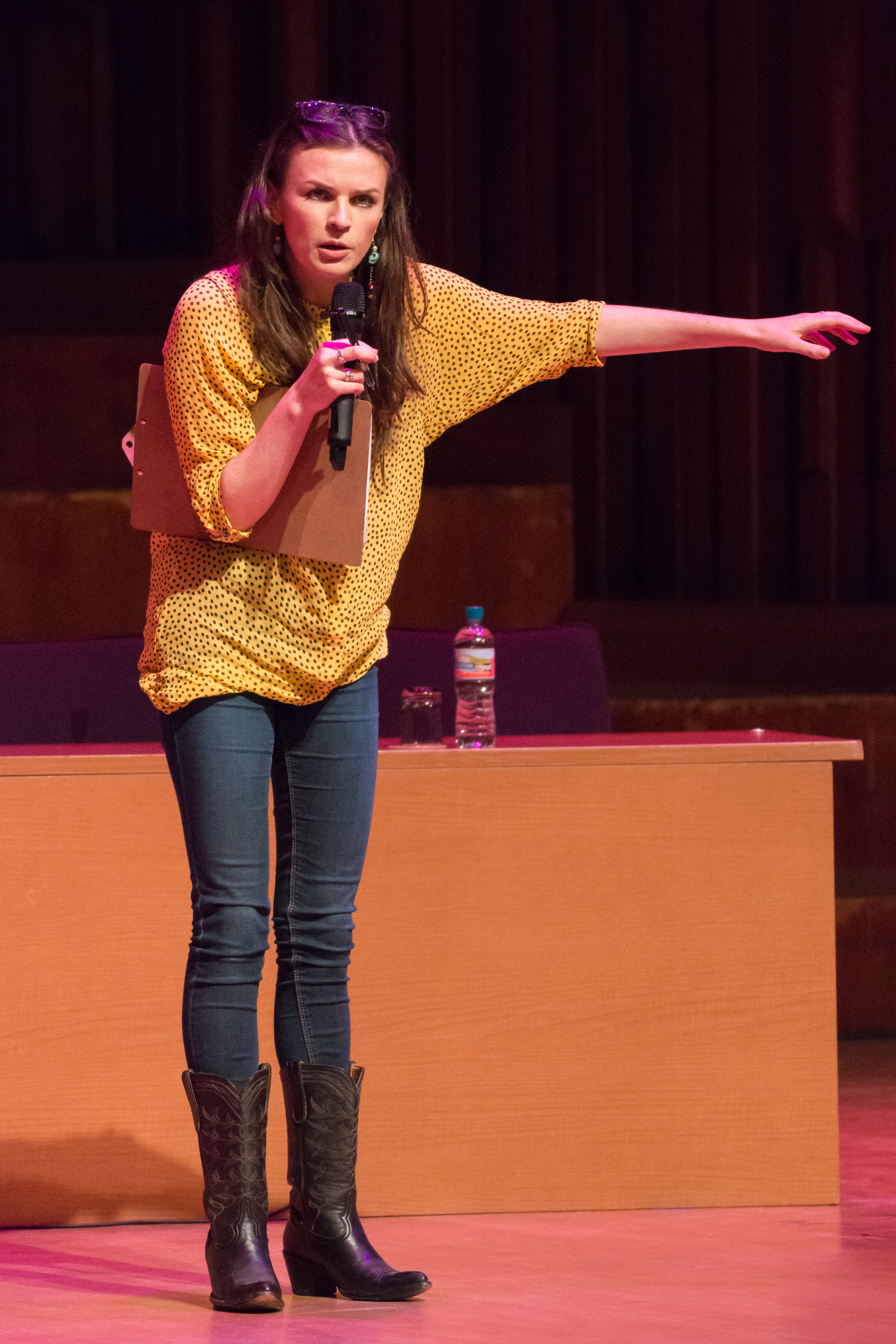
Bea en el escenario.

Aisling Bea (Kildare, Leinster, 16 de marzo de 1984) es una actriz, escritora y comediante  irlandesa. Ganó en 2012 el Premio “So You Think You’re Funny” en la  Edinburgh Festival Fringe.

## Biografía
Bea nació en Irlanda en 1984, en el hogar de Brian y Helen O’Sullivan, una jockey profesional retirada. Su abuelo es el novelista y poeta gaélico Mícheál Ó Súilleabháin. Acudió a la London Academy of Music and Dramatic Art (LAMDA) y se graduó en Francés y Filosofía por la  Trinity College de Dublín.

## Carrera
En 2012, Bea compitió con otros ocho humoristas en la  Edinburgh Festival Fringe por el Premio So You Think You’re Funny, el cual ganó. Este hecho la convirtió en la segunda mujer en haberlo ganado en sus 25 años de historia.
En 2013 Bea fue nominada en la categoría de Mejor Humorista Revelación en los Premios de la Comedia de Edimburgo por su show C'est La Bea.
Durante el año 2014 ha ganado cierta fama por aparecer en concursos televisivos británicos como Never Mind The Buzzcocks, QI o 8 Out of 10 Cats. A su vez, ha participado como invitada en el prestigioso programa de monólogos británico Live At The Apollo.

## Filmografía
- Fair City (2009)
- We Are Klang (2009)
- Roy Goes to the Movies (2009)
- Belonging To Laura (2009)
- Project Ha Ha (2010)
- Freedom (2010)
- L.O.L. (2010)
- Inn Mates (2010)
- Come Fly With Me (2011)
- Lewis (2011)
- Holby City (2011)
- Trivia (2012)
- Cardinal Burns (2012)
- Dead Boss (2012)
- In with the Flynns (2012)
- The Town (2012)
- Russell Howard's Good News Extra (2013)
- 8 Out of 10 Cats (2013-presente)
- 8 Out of 10 Cats Does Countdown (2014)
- Channel 4's Comedy Gala (2014)
- Trollied (2014-presente)
- QI (2014)
- Vodka Diaries  (2014)
- Never Mind The Buzzcocks (2014)
- Live At The Apollo  (2014)
- Living with Yourself (2019)
- Love Wedding Repeat (2020)
- Doctor Who - episodio Eve of the Daleks (2022)